# Denham Springs
Denham Springs é uma cidade localizada no estado americano de Luisiana, na Paróquia de Livingston.

## Demografia
Segundo o censo americano de 2000, a sua população era de 8757 habitantes.
Em 2006, foi estimada uma população de 10.439, um aumento de 1682 (19.2%).

## Geografia
De acordo com o United States Census Bureau tem uma área de
15,7 km², dos quais 15,6 km² cobertos por terra e 0,1 km² cobertos por água. Denham Springs localiza-se a aproximadamente 13 m acima do nível do mar.

## Localidades na vizinhança
O diagrama seguinte representa as localidades num raio de 16 km ao redor de Denham Springs.